# Scala (компания)
Scala — американская компания, производитель мультимедийного программного обеспечения. Основана в 1987 году в Норвегии, впоследствии штаб-квартира переведена в Экстон (пригород Филадельфии); дополнительные офисы — в Калифорнии, Великобритании, Франции, Норвегии, Нидерландах, Китае и Японии.
Возможности мультимедийных программных платформ компании используются многими производителями видеоконтента, включая Bloomberg Television, Virgin Megastores, Warner Brothers, The Life Channel.

## История
В 1987 году молодой норвежский предприниматель Йон Бёхмер и небольшая группа программистов на языке ассемблера из Осло организовали фирму «Digital Vision» с целью выпуска мультимедийного программного обеспечения для персональных компьютеров Amiga. В 1989 году был выпущен первый продукт получивший название «Infochannel 0.97L», который начал распространяться через недавно открытый филиал в Дании, а первыми их клиентами стали гостиницы и компании кабельного телевидения.
В 1990 году программа была переработана и получила новый графический интерфейс пользователя, тогда же программа и сама компания были переименованы в «Scala», основная сфера применения новой версии — профессиональное титрование видеопотока. Название «Scala» было взято из анимации с живым актёром созданной авторами при помощи Amiga, видеокамеры и видеодигитайзера. Эта анимация носила название «Lo scalatore» (что значит «Альпинист»  (итал.)) и была посвящена трюку в духе индийских факиров: человек поднимался по лестнице и исчезал в воздухе.. «Lo scalatore» включили в демонстрационный диск «Scala Multimedia», чтобы наглядно показать возможности предлагаемого ПО в загрузке и проигрывании, а также управлении анимациями.
Вскоре компания была приобретена инвесторами главным образом из Норвегии и в 1994 году переехала в США. В 1994 году Scala выпустила продукты «Multimedia MM400» и «InfoChannel 500». InfoChannel 500 стало одним из первых приложений позволяющих управлять потоками данных в сети из различной видеопериферии централизованно управляемой компьютером. Это полностью изменило представление о том, как надо использовать ПО такого рода, по сравнению с тем как оно использовалось до сих пор.
В 1996 году из-за сокращения рынка Amiga фирма целиком переключилась на разработку под Microsoft Windows, для которой выпущены Scala Multimedia MM100, Scala Multimedia Publisher и Scala InfoChannel 100.
Программное обеспечение Scala, изначально предназначенное для титрования видео, выросло в мультимедийную студию и используется для создания интерактивного телевидения, презентаций, управления сетями Digital Sign и потоковым телевидением вещаемым через ЛВС и Интернет. Такая мультимедийная студия используется для управления информационными стендами, табло и расписаниями в аэропортах и на железнодорожных станциях. На данный момент Scala, обеспечивает также полное решение для корпоративного телевещания, что используется сегодня компанией Ericsson в Великобритании.
Семейство Scala было популярными приложениями для титрования видео на протяжении 1990-х годов, среди его известных — CNN, BBC, RAI TV. Основная продукция в 2010-е годы — решения для сетей Digital Sign.

## Scala Multimedia
Первые версии для Amiga были простым в обращении, но очень мощным средством для титрования видео. Scala поставлялась с большими наборами шрифтов, заставок для фона и имела выбор эффектов которые можно было применять к шрифтам и кадрам. Также Scala поддерживала устройство Genlock позволяющее качественно накладывать титры на изображение поступающее на его видеовход.
В последующих версиях программы для Amiga добавилась возможность фонового воспроизведения анимации, увеличилось число эффектов и появилось интерактивное управление мультимедийной периферией через язык программирования названный разработчиками «Lingua» (что значит «Язык»  (итал.)).
С переходом на платформу Microsoft Windows в Scala появилась возможность создания очень сложных пользовательских анимаций, видеопрезентаций и универсальных программ, которые к тому же могли быть полностью автономными. Scala теперь смогли поддержать сторонние языки программирования используемые мультимедийными приложениями, такие как Python и Visual Basic.
Современные версии Scala могут управлять передачей потоков телевизионных данных из специализированных СУБД. Одно из применений — в залах вылета аэропортов, где имеются мониторы в реальном времени показывающие записанное потоковое видео с вкраплениями информации о рейсах происходящих в то же самое время.
Сильной стороной Scala Multimedia традиционно считается взаимодействие с презентационным оборудованием (таким как, видеопроекторы, цифровые видеомагнитофоны и сенсорные экраны). Существует огромное число драйверных модулей для управления всей периферией которая может быть подключена через кабельные сети к студии Scala. Не надо забывать, что Scala было одним из первых решений которое могло удалённо включать и выключать целые консоли мониторов (такие как используемые в аэропортах) и могло при этом же вести отдельное вещание для каждого из подключённых мониторов.

## Scala5
В конце 2008 года Scala прекратила именовать свою линейку продуктов «InfoChannel», так как период доминирования на рынке и как следствие обращения только к решениям Scala сочтён пройденным. В начале 2009 года линейка продуктов носила название «Scala5» и под этим названием фигурировала во всех пресс-релизах. 
Scala5 позиционируется как студия управления сетями Digital Signage и используется различными компаниями в розничной продаже, аэропортах, здравоохранении, образовании, производстве и везде где требуется создание, управление и распределение электронных сообщений для показов рекламы или информации, которая может быть интерактивной и использовать различные формы визуализации на мультимедийных устройствах. Scala5 содержит в себе 3 основных компонента: Scala Designer (используется для создания динамического контента), Scala Content Manager (используется для управления и распределения контента) и Scala Player (используется для воспроизведения распределяемого контента).
Последняя версия Scala5 Release 5 полностью совместима с Windows Vista и имеет улучшенную поддержку корпоративных локальных сетей.

## Сноски и примечания
1. 1 2  Company Showcase - Scala. Digital Signage Today. Дата обращения: 9 августа 2008. Архивировано из оригинала 17 апреля 2012 года.
2. ↑  Amiga Animations - LoScalatore. [www.randelshofer.ch]. Дата обращения: 9 августа 2008. Архивировано из оригинала 17 апреля 2012 года.
3. ↑  Digital signage solution providers. Digital signage universe. Дата обращения: 9 марта 2009. Архивировано из оригинала 28 декабря 2008 года.
4. ↑  Scala launches new version of InfoChannel with Windows Vista support. computerbusinessreview.com (3 июля 2008). Дата обращения: 10 августа 2008. Архивировано из оригинала 24 сентября 2008 года.